# Johann Ulrich von Cramer
Johann Ulrich von Cramer (Ulma, 8 novembre 1706 – Wetzlar, 18 giugno 1772) è stato un giurista e filosofo tedesco.
Fu uno degli studiosi di diritto più importanti della metà del XVIII secolo. Dal 1752 fino alla sua morte, Cramer fu assessore presso il Tribunale della Camera imperiale a Wetzlar.

## Biografia
Johann Ulrich Freiherr von Cramer provenne da una vecchia famiglia di consiglieri, sacerdoti e funzionari pubblici di Ulm. Suo padre Johann Albrecht Cramer (1682-1753) fu un commerciante come anche un membro del consiglio comunale e capo giudice di Ulm. Sua madre Susanne Regine (1686-1759) fu la figlia del commerciante e consigliere comunale di Ulm Wolfgang Thomas Schellenberger.

### Carriera
Johann Ulrich inizialmente frequentò il liceo nella sua città natale. Dal 1726 studiò diritto all'Università di Marburgo, ma si occupò anche di filosofia e matematica. Uno dei suoi professori a Marburgo fu Christian Wolff, con il quale fu anche amico stretto. Nel 1731, Cramer divenne un maestro di filosofia, un dottore in entrambi i diritti, professore straordinario e dal 1733 professore ordinario di diritto a Marburgo. Tra i suoi studenti vi fu anche Daniel Nettelbladt, che lo influenzò fortemente con le sue idee. Nel 1740 Cramer fu nominato consigliere di Assia-Kassel e due anni dopo fu nominato alla corte imperiale di Francoforte sul Meno. Già nel 1741 ricevette la nobiltà imperiale come nobile von Cramer.
Dopo la morte dell'imperatore Carlo VII, nel 1745 Cramer diventò assessore del Reichs-Vikariats-Hofgericht a Monaco e allo stesso tempo durante il suo Vicariato fu nominato dall'Elettore di Baviera al ruolo baronale. Nello stesso anno, dopo l'elezione di Francesco I di Lorena a imperatore romano-tedesco, tornò a Marburgo, ma inizialmente non ricevette alcun funzione pubblica. Fu solo nel 1752, a seguito della presentazione del distretto della Franconia, che divenne assessore della Camera del Reich a Wetzlar. Nel 1765 scambiò questa posizione con quella di assessore a Kurbrandenburg, in cui rimase fino alla morte. Nel 1760 fu accettato come cavaliere renano nel cantone dei cavalieri di Wetterau. Applicando la filosofia di Wolff al diritto, fondò il cosiddetto metodo di insegnamento dimostrativo o matematico. I suoi numerosi scritti riguardano tutti i settori della giurisprudenza, ma soprattutto il diritto costituzionale e principesco tedesco. Tra i membri della Corte della Camera imperiale che lavorarono anche nell'ambito letterario nella seconda metà del XVIII secolo, Cramer fu non solo il più attivo, ma anche il più importante. Ebbe una notevole influenza sul collegio dei giudici presso la Corte della Camera imperiale.
Fu membro esterno dell'Accademia delle scienze bavarese dal 1759. Johann Ulrich Freiherr von Cramer morì il 18 giugno 1772, a 65 anni, a Wetzlar.

### Matrimonio e discendenza
Cramer si sposò con Katharina Juliana (1706-1773) nel 1734 a Marburgo, figlia di David von Hein, giudice di corte a Marburgo, e di Amalia Catharina, nata von Pfreundt. Susanne Amalie (-1765), una delle figlie della coppia, sposò il segretario elettorale palatino Gerhard Wilhelm von Cronenberg. Suo fratello Johann Albrecht David Freiherr von Cramer fu prima consigliere del governo del Palatinato a Sulzbach e successivamente, nella stessa posizione come suo padre, giudice della Corte della Camera imperiale a Wetzlar. Fu in grado di continuare la linea maschile con quattro figli.

## Opere

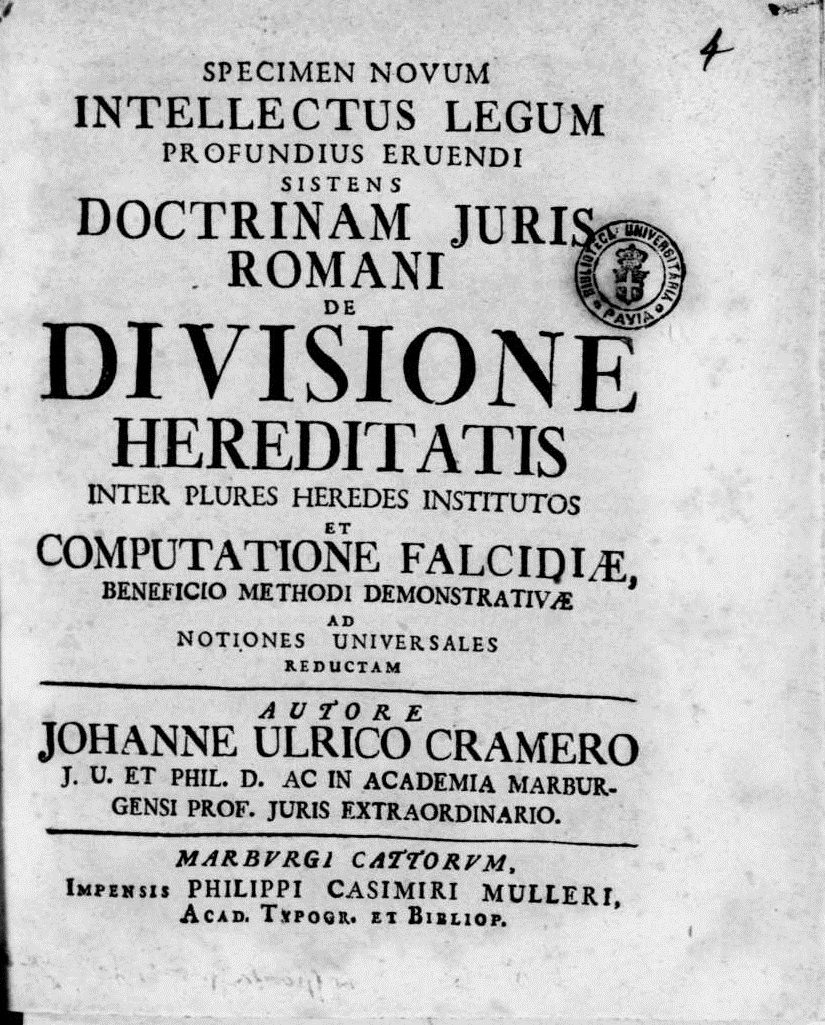
Esemplare novum intellectus legum profundius eruendi, 1732

- Opuscula. 4 volumi; Marburgo 1742-1756 e un volume supplemento 1767.
- Ore secondarie di Wetzlar. 128 parti in 32 volumi; Ulma 1755-1773 e un nastro di registro 1779.
- Observationes juris universi. 6 parti; Wetzlar 1758-1772.
- Contributi di Wetzlar. 4 pezzi; Ulma 1763.
- Systema processus imperii. 4 parti in un volume; Wetzlar 1764-1767.
- De iurisconsulto inventore.
- De pacto hereditario renunciativo filiae nobilis.
- (LA) Specimen novum intellectus legum profundius eruendi, Marburg, Philipp Kasimir Müller, 1732.
- Specimen novum iuris naturalis de aequitate in probabilibus.